# Садјарв
Садјарв (ест. Saadjärv) језеро је у источном делу Естоније на граници округа Тартума и Јигевама. Налази се на око 15 километара северно од града Тартуа, у атару села Табивере и Акси и на територији парка природе Ворема.
Једно је од већих естонских језера са акваторијом површине 7,08 км2. Максимална дубина воде је до 25 метара, просечна око 8 метара. Језеро је доста издужено у смеру северозапад-југоисток у дужини од око 6 километара, док максимална ширина не прелази 1,8 метара. Укупна дужина обале је 19 километара.
Из језера отиче река Мудајги (притока реке Аме) преко које је језеро повезано са басеном реке Нарве, односно са Финским заливом Балтичког мора.